# Lišmanioza
Lišmanioza ali leishmanioza je skupina bolezni, ki jo povzročajo bičkarji iz rodu lišmanij, ter jih na človeka prenašajo razne vrste metuljastih mušic iz rodov Phlebotomus in Lutzomyia, mogoč pa je tudi neposreden prenos s človeka na človeka. Kaže se v visceralni (drobovni), sluznično-kožni (mukokutani) ali kožni (kutani) obliki.

## Razvrstitev
Lišmanioze lahko razdelimo na naslednje oblike:
- Visceralna (drobovna) lišmanioza (imenovana tudi kala-azar[1])– najhujša oblika, ki je lahko smrtna, če bolnik ne prejme zdravil.
- Kožna (kutana) lišmanioza – je najpogostejša oblika te bolezni ter povzroča razjede na mestu pika žuželke; razjede se samoodsebno ozdravijo v nekaj mesecih do enega leta, pri čemer nastane neprijetna brazgotina. Ta oblika lahko napreduje v katerokoli od preostalih treh oblik.
- Kožna difuzna lišmanioza – pri tej obliki bolezni pride po vsem telesu do kožnih lezij, podobno kot pri gobavosti in je lahko težavna za zdravljenje.
- Sluznično-kožna (mukokutana) lišmanioza – pojavljajo se kožne razjede, ki še širijo in prizadenejo tudi sluznice, zlasti v nosu in ustih.

## Povzročitelj
Bolezen pri človeku povzroča od 21 do 30 različnih vrst lišmanij, med drugim skupina L. donovani, ki zajema 3 vrste (L. donovani, L. infantum in L. chagasi), skupina L. mexicana (vključuje med drugim vrste L. mexicana, L. amazonensis in L. venezuelensis), L. tropica, L. major, L. aethiopica ter podrod Viannia s 4 poglavitnimi vrstami (L. (V.) braziliensis, L. (V.) guyanensis, L. (V.) panamensis in L. (V.) peruviana). Različne vrste med seboj ni možno ločiti morfološko, potrebna je diferenciacija z izoencimsko analizo, sekvenčno analizo DNK ali določitev s pomočjo monoklonskih protiteles. 
Doslej so sekvencirali genom treh vrst lišmanij, L. major, L. infantum in L. braziliensis, ter s tem pridobili obilo novih informacij o biologiji tega zajedavca, kar bi lahko pripomoglo k prepoznavanju novih bioloških tarč za zdravila in razvoju cepiva.

## Znaki in simptomi
Najpogostejša oblika bolezni je kožna lišmanioza, pri katerih pride po nekaj tednih do mesecih po piku žuželke do pojava krastavih bunčic ali razjed na koži. Po navadi pride do spontane ozdravitve. Pri kožni difuzni obliki lišmanioze pa se pojavijo gobavosti podobne kožne lezije razširjeno po telesu. Gre za posameznike, katerih imunski sistem ni zmožen učinkovitega celično posredovanega odgovora proti povzročitelju.
Pri sluznično-kožni obliki bolezni se najprej pojavi prav tako razjeda na koži, ki se samodejno pozdravi, vendar pa pride do razsoja zajedavcev do nosno-žrelne sluznice. Čez več mesecev ali let se pojavijo lezije na sluznici, ki lahko povzročijo tudi hudo izmaličenje nosu, neba v ustih ali obraza.
Pri visceralni lišmaniozi se pojavi povišana telesna temperatura, hepatosplenomegalija (povečana jetra in vranica), pancitopenija in poliklonska hipergamaglobulinemija. Simptomi se običajno pojavljajo postopoma, več tednov ali mesecev po okužbi. Pri nekaterih bolnikih pride do značilnega dvakrat dnevnega povišanja telesne temperature.

## Diagnoza
Za diagnozo visceralne lišmanioze je potreben odvzem vzorca krvi oziroma kostnega mozga za pregled na prisotnost zajedavca.Za dignozo kožne oblike bolezni zadošča manjši biopsijski vzorec ali postružek razjede, pri sluznično-kožni bolezni pa vzorec prizadetega tkiva. V biopsijskem vzorcu mikroskopsko ali z drugo metodo identificirajo prisotnost določene vrste lišmanije. Nekatere metode dajo rezultat v nekaj dneh, pri preiskavi z gojitvijo kulture pa traja 2 do 4 tedne, da se pokaže okuženost z zajedavcem.

## Zdravljenje
Zdravljenje je odvisno od vrste lišmanioze. Pri kožni lišmaniozi lahko pride do samoodsebne ozdravitve, pri kateri zdravljenje ni potrebno. Izbor zdravila je poleg vrste bolezni odvisen tudi od zemljepisnega območja. Pri kožni in visceralni lišmaniozi se uporablja kot zdravilo petvalentni antimon (v obliki natrijevega stiboglukonata ali megluminijevega antimonata). Zlasti v Indiji je pri bolnikih z visceralno lišmaniozo prišlo do težav zaradi odpornosti povzročitelja proti antimonijevim učinkovinam; v takih primerih je učinkovit miltefosin. V razvitem svetu je pri bolnikih z oslabljenim imunskim sistemom zdravilo izbora amfotericin B. Kožna difuzna lišmanioza je v veliko primerih neodzivna na zdravljenje. Za zdravljenje se prav tako uporablja peptidni toksin dermaseptin, amfipatičen alfa-heliks.